# Hamamözü
Hamamözü ist eine Stadt und ein Landkreis der türkischen Provinz Amasya. Der Ort liegt etwa 70 Kilometer westlich der Provinzhauptstadt Amasya und ist durch eine Landstraße mit Laçin im Westen und mit Gümüşhacıköy und der E 80 im Nordosten verbunden. Die Kreisstadt beherbergt knapp 46 Prozent der Kreisbevölkerung.
Der Landkreis ist flächen- und bevölkerungsbezogen der kleinste der Provinz Amasya und liegt im westlichen Teil dieser. Im Nordosten grenzt er an den Kreis Gümüşhacıköy, die restlichen Grenzen bildet er mit der Provinz Çorum. Durch die Stadt und den Kreis fließt der Arkuç Çayı, der weiter westlich in den Kızılırmak mündet. Auf der östlichen Grenze zu Gümüşhacıköy liegt der Stausee Yeniköy Barajı, ein weiterer Stausee liegt beim Dorf Arpadere etwa sechs Kilometer nördlich der Kreisstadt. Neben der Kreisstadt gehören noch 17 Dörfer (Köy) zum Kreis. Sie werden im Durchschnitt von 114 Menschen bewohnt, das ist der niedrigste Wert in der Provinz. Gölköy mit 388 Einwohnern hat die höchste Einwohnerzahl der Dörfer. Die Bevölkerungsdichte ist nach der von Göynücek die zweitniedrigste der Provinz (knapp 17,5 Einwohner je Quadratkilometer) und erreicht nicht einmal ein Drittel des Provinzwerts (von 59,6 Einw. je km²).

## Persönlichkeiten
- Hamit Kaplan (1934–1976), türkischer Ringer